# Чукоккала (книга)
Чукоккала (книга) (рос. Чукоккала) — первісно рукописний журнал та альбом автографів і малюнків, котрий упорядковував письменник Корній Чуковський (1882-1969). Книгою він став лише після смерті письменника.

## Передісторія

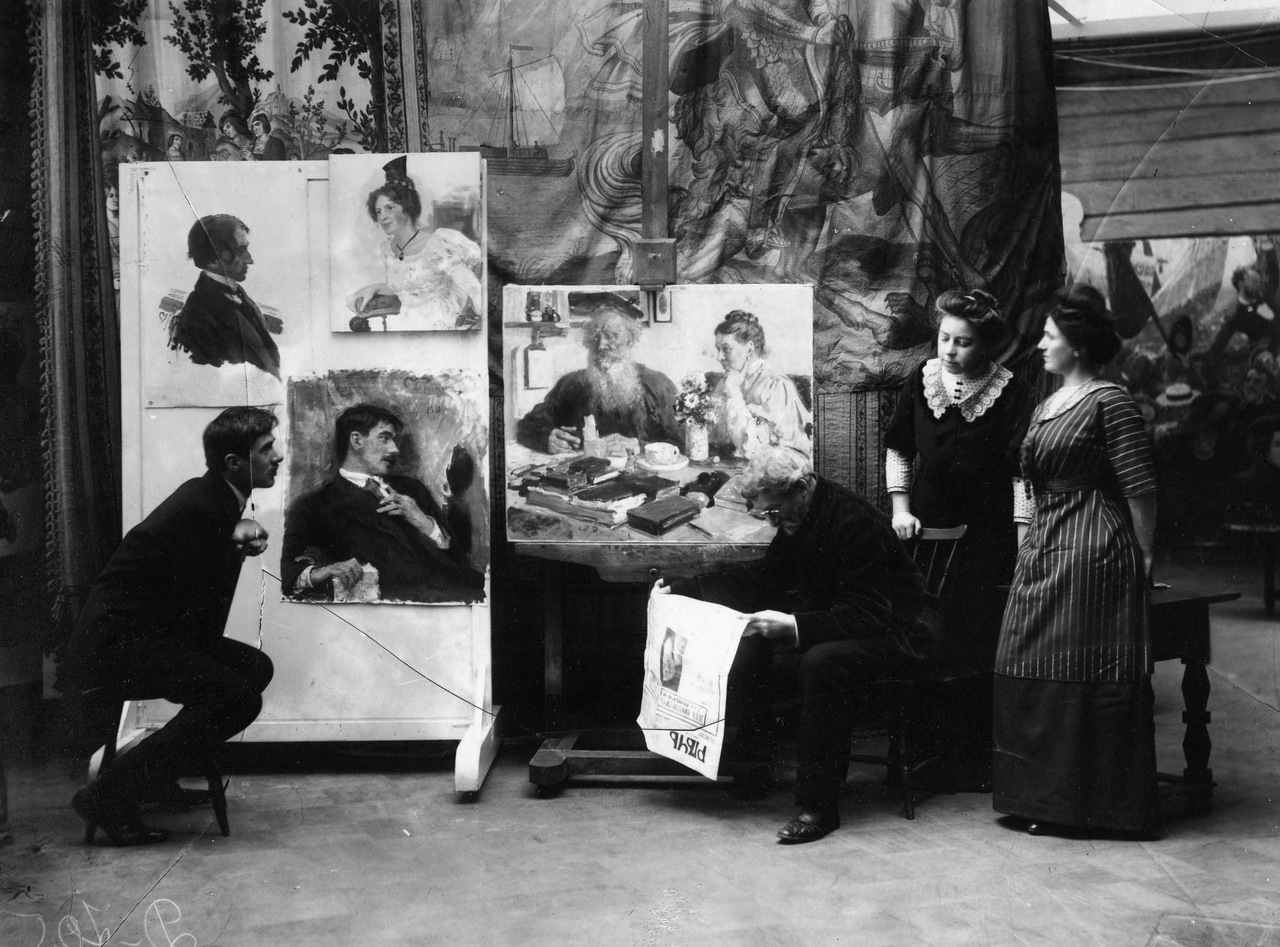
Пенати. В майстерні Рєпіна (Чуковський ліворуч на стільці, Ілля Рєпін з газетою в руках, за Рєпіним стоїть Наталя Нордман-Северова). Фотограф Карл Булла, 1910 р.

Рукописний журнал або альбом автографів Чуковського мав попередниками так звані альбоми друзів (Liber Amicorum). Останні з'явились в середовищі нідерландських гуманістів 16 ст. з їх культом приватного життя та інтелектуальних вправ. Ідея сподобалась і альбоми друзів (альбоми з листами друзів, малюнками і майже щоденниковими записами) перейшли у дозвілля забезпечених осіб, навіть якщо вони були далекі і від інтелектуальних вправ, творчості чи гуманізму як ідейної течії.
В Російській імперії нудьгуючим дворянським донькам теж дозволяли вести власні альбоми, куди подружки, поважні гості і візітери, кандидати у женихи заглядали і робили записи на згадку. Дворянські дівчата у провінції переставали вести альбоми після початку родинного життя. Саме про такі альбоми писав Олександр Пушкін у 30-й строфі четвертої глави "Євгенія Онєгіна".
Літератори так званої «Срібної доби» були прихильниками згасаючої дворянської культури і відродили щоденникарство, листування і рукописні журнали (так, щоденники роками вели Зінаїда Гіппіус та сам Корній Чуковський). З 1906 року він оселився в Куоккалі. Під час зустрічей з відомими літераторами у нього і зародилася думка про створення рукописного журналу. Назву для нього (смішну, жартівливу) запропонував сусід Чуковського — художник Ілля Рєпін. Вона створена з першої частини літературного псевдоніма власника майбутнього альбому та назви фінського поселення, де мешкали Чуковський та Рєпін. Так з'явилась назва Чукоккала.
Рукописний журнал (або альманах) почав поповнюватись малюнками, шаржами, віршами візітерів до Рєпіна та до Чуковського. Різні візітери розкуто поводили себе і пробували власні сили в суміжних чи далеких від їх базової спеціалізації галузях. Власні малюнки тут залишав оперний співак Федір Шаляпін. Тенор Собінов виступив як творець віршів. Поет Олександр Блок, переважно сумний і невеселий, спробував бути комедіографом... Перший малюнок в журналі Ілля Рєпін залишив 20 липня 1914 року. 
Зазвичай Чуковський намагався не виносити рукописний журнал далеко з дому. Якщо траплялась цікава зустріч із новим і поважним візітером, Чуковський пропонував йому чистий аркуш паперу і після записів, малюнку або вірша вклеював новий автограф в альбом. Під час подорожі Корнія Чуковського до Великої Британії його альбом поповнився автографами Артура Конан Дойля та Герберта Уеллса. 
Серед візітерів Чуковського чи Рєпіна була низка відомих особистостей, серед яких Анна Ахматова, її чоловік Микола Гумільов, Максиміліан Волошин, Осип Мандельштам та ін. Драми російської історії  зламали вщент не одним мільйон людських доль. Нова більшовицька влада подбала про винищення дворянської культури та її носіїв у країні. Всіх, хто встиг емігрувати і врятувати тим самим власні життя, автоматично зарахували до зрадників. В радянських джерелах інформація про цих людей часто замовчувалася або перекручувалася.
Рукописний журнал Чукоккала мимоволі в СРСР став вкрай небезпечним, бо зберігав привабливі образи тих, кого зарахували до зрадників і ворогів комуністичної влади. 
Чуковський не припиняв поповнювати альманах, але приховував його десятиліттями, як і власний щоденник. За життя Чуковського звістка про існування журналу Чукоккала стала літературною легендою.

## Камертон до тексту Чукоккали
Камертон до тексту Чукоккали створив сам Чуковський. Він записав — 
| ... Хтось з читачів, можливо, подумає, наче в роки війни (1914-1918) ми тільки й робили, що бавились альбомними віршами. Такий висновок був би вкрай помилковим... Бенедикт Лівшиць та Гумільов пішли на фронт добровольцями. Рєпін з ранку до ночі працював над своїми полотнами, Євреїнов писав свою тритомову книгу «Театр для себе», отож «Чукоккала» була для нас відпочинком, віддушиною, свого роду «бенкетом серед чуми». |

## Перше видання, цензура і самоцензура
Лише 1964 року (Чуковському було 82) онучка письменника Олена розпочала підготовку рукописного журналу до друку в СРСР. Вона передрукувала рукописні зошити, зробила фото їх сторінок, створила покажчик. Власні коментарі зробив Корній Чуковський. Передмову до майбутнього видання написав Іраклій Андроніков (1908-1990). Щоб не дратувати радянських цензорів, текст рукопису було значно скорочено та прибрано згадки про всіх, кого на той час офіційно вважали емігрантами-зрадниками. Навіть в такому урізаному варіанті друк альманаху в СРСР був неможливим. Видання «Чукоккали» в урізаному варіанті, заплановане на 1965 рік, скасували.
Літературна пам'ятка була вперше надрукована 1979 року, коли Корнія Чуковського вже десять років не було серед живих.

## Впливи приклада (журнал «Яракула»)
1970 року був створений кінематографчний матеріал про «Чукоккалу» як про рукописний журнал Чуковського. У серпні 1970 року його після додаткового редагування та дозволу радянської цензури показали по телебаченню . Матеріал побачив російський архітектор Яралов Юрій Степанович (1911-1983), науковець, теоретик архітектури, автор декількох видань з архітектури.  Яралов був замом головного редактора унікального для СРСР видання «Всеобщая история архитектуры» у дванадцяти томах, котре виходило окремими виданнями з 1970 до 1977 року. Фундаментальне для свого часу видання отримало Державну премію СРСР від 1979 року.
Яралов був вражений фактом ведення рукописного журналу Чуковським впродовж більш ніж п'ятдесяти років і зажадав створити власний рукописний журнал, позаяк архітектори його оточення постійно щось малювали (шаржи, ескізи майбутніх споруд, побутові сценки, портрети). Він мав також власний фотоальбом з портретами різних архітекторів, що став документальним доповненням до журналу. Рукописний архітектурний альманах отримав назву «Яракула» .
Архітектурний рукописний журнал «Яракула» створювався впродовж лише тринадцяти років і в цьому не міг змагатися з журналом «Чукоккала». До того ж журнал «Яракула» створювалась у відносно спокійні часи і не носив протестного чи підозрілого для радянської церзури характеру, весь складався зі згадок про зустрічі, з малюнків і портретів, з гумористичних записів. Метою «Яракули» було увічнення пам'яті про низку архітекторів, із якими зустрівся Яралов в останні роки життя та трохи відкрити сторінки приватного життя архітекторів радянської доби. Легкий, жартівливий характер «Яракули» чудово розпізнали його читачі і вже самі порівняли з «Чукоккалою». Ходив чотирирядковий віршик про це — 
| Хотя «Яракуло» / ещё не «Чукоккало / я ей желаю / быть где-то около. » |

## Увічнення пам'яті
На честь видання Чукоккала названо астероїд (3094) Chukokkala, котрий відкрив у Кримській астрофізичній обсерваторії 23 березня 1979 року Н.С. Черних. Назву затвердили 11 липня 1987 року.

## Галерея

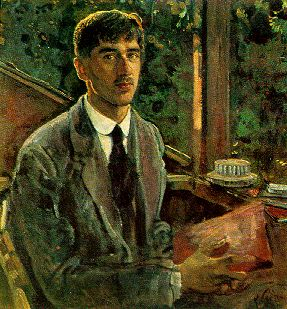
Худ. Ісаак Бродський. «Портрет Корнія Чуковського,» 1915 р.
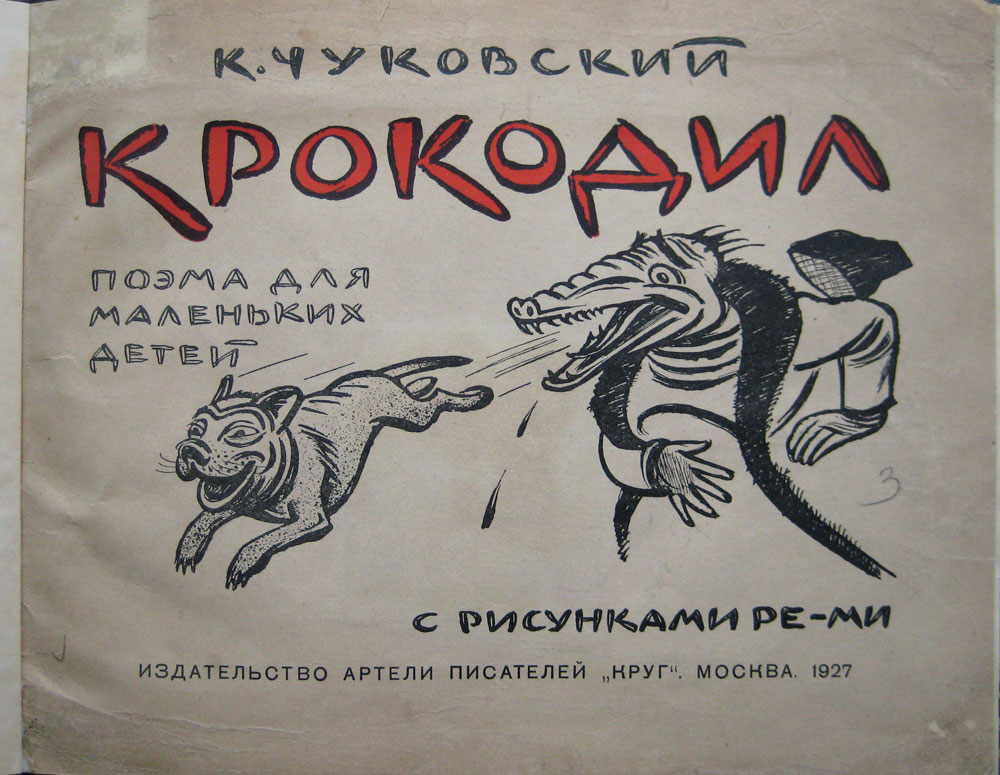
Обкладинка книги К. Чуковського "Крокодил", 1927 р.
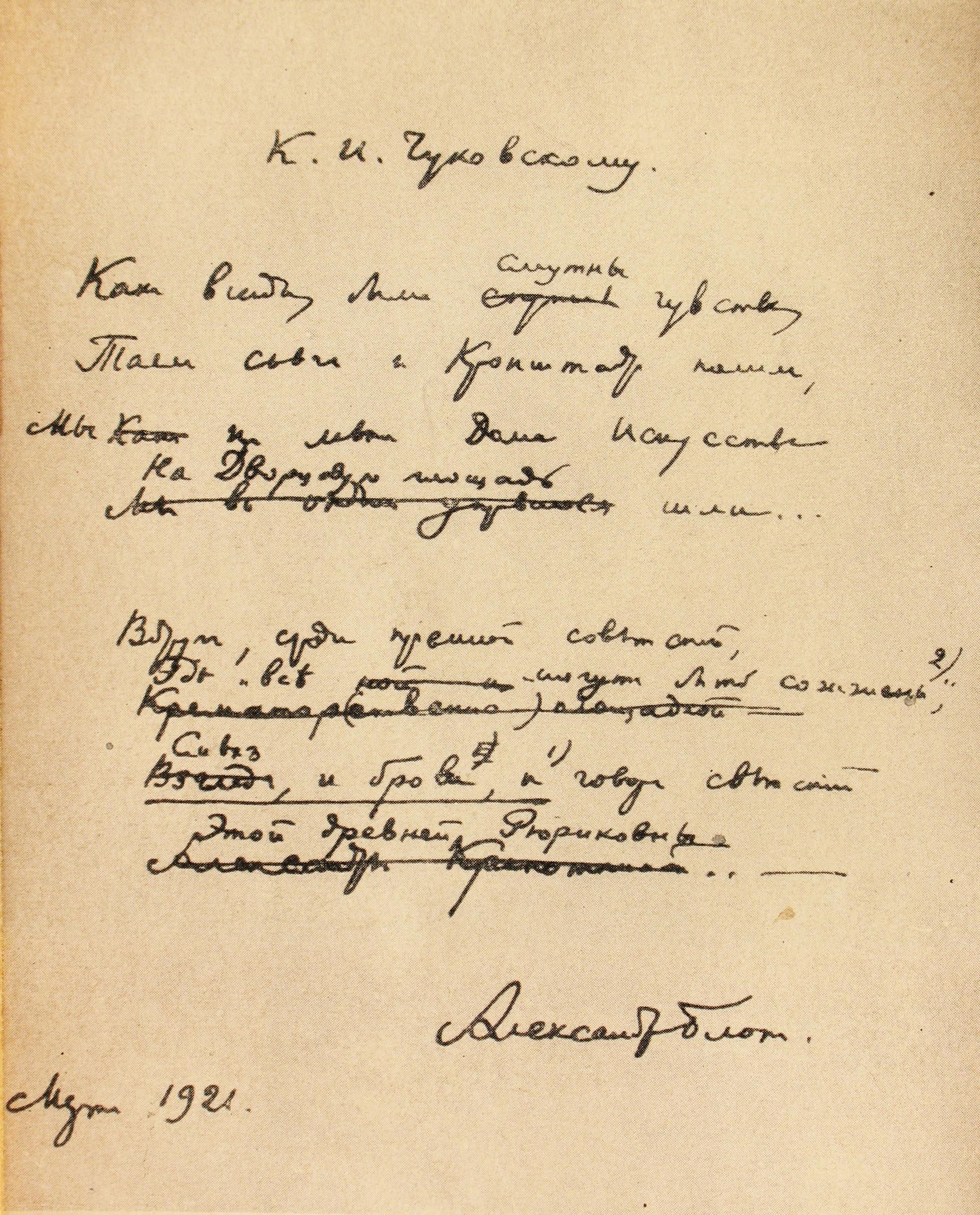
Поет Олександр Блок. Вірш, присвячений Корнію Чуковскому. Березень 1921 р. Автограф.
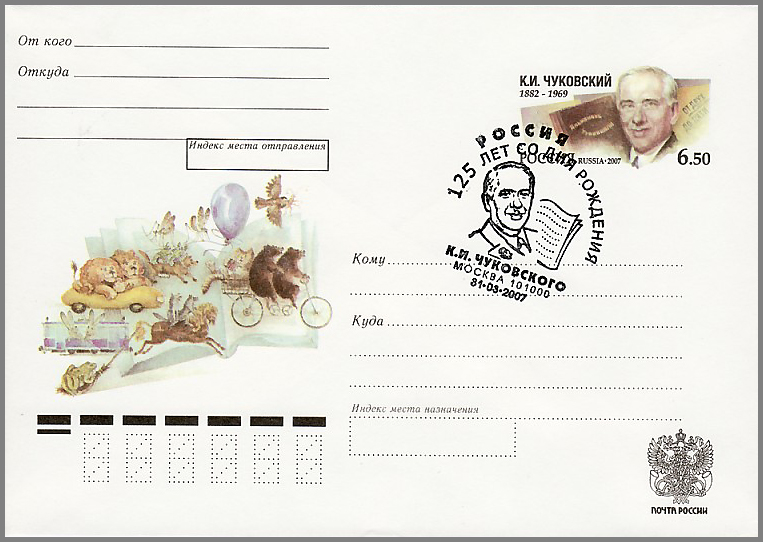
Конверт і штемпель на честь 125-річного ювілея К. Чуковського